# باشگاه فوتبال وسترن تایگرز
باشگاه فوتبال وسترن تایگرز یک باشگاه فوتبال گویانی در جرج‌تاون است. این باشگاه در لیگ الیت گویان شرکت می‌کند.